# 교황 레오 14세
교황 레오 14세(라틴어: Leo PP. XIV, 이탈리아어: Papa Leone XIV, 스페인어: León XIV, 1955년 9월 14일~)는 제267대 교황(재위: 2025년 5월 8일~)이다. 2025년 5월 8일 교황으로 선출되었으며 본명은 로버트 프랜시스 프리보스트(영어·스페인어: Robert Francis Prevost, 영어 발음: /ˈɹɑ.bɚt ˈfɹænsɪs ˈpriːvoʊst/)이다.
1955년 미국 일리노이주 시카고에서 태어났다. 아우구스띠노 수도회에서 수사가 된 후 1982년 사제 서품식을 받았다. 1985년부터 1986년까지, 1988년부터 1998년까지 페루에서 선교 활동을 수행했으며 선교 외에 본당 사목, 교구 관리, 신학 교육, 행정 업무를 처리했다. 2001년 아우구스띠노 수도회의 총원장이 되어 2013년까지 활동했고 2015년 치클라요 교구의 교구장이 되어 2023년까지 활동했다. 2023년 교황 프란치스코에 의해 교황청 주교부 장관과 라틴아메리카 교황청 위원회 위원장에 임명되었고 같은 해에 추기경으로 임명되었다. 그는 2년 뒤 교황 프란치스코의 사망 이후 치러진 2025년 콘클라베에서  제267대 교황으로 선출되었다.
역사상 최초의 북아메리카 출신 교황이자 미국과 페루 시민권을 가진 교황, 첫 번째 아우구스띠노회 출신 교황이며, 성 아우구스티노 회칙을 따르는 수도회에서 배출한 일곱 번째 교황이다. 영어, 스페인어, 이탈리아어, 프랑스어, 포르투갈어를 구사할 수 있으며, 라틴어와 독일어를 읽을 수 있다.

## 생애
1955년 9월 14일, 미국 시카고의 머시 병원에서 태어났다. 아버지인 루이스 매리어스 프리보스트(영어: Louis Marius Prevost, 1920년 7월 28일~1997년 11월 8일)는 프랑스와 이탈리아계 미국인이며 어머니인 밀드레드 애그니스 마티네즈(영어: Mildred Agnes Martinez, 1912년 7월 28일~1990년 6월 18일)는 스페인계 미국인이다. 프리보스트는 돌턴에서 어린 시절을 보냈으며 루이스(영어: Louis)와 존(영어: John)이라는 두 형이 있다. 1977년 미국 빌라노바 대학교에서 수학 학사 학위를 취득했으며, 같은 해 아우구스띠노 수도회에 입회했다.
1982년 미국 시카고 신학교에서 신학 석사 학위를 받았으며 같은 해 사제로 서품됐다. 이후 1984년 교황청립 성 토마스 아퀴나스 대학교에서 교회법 학사 학위를 받았으며, 1987년 동대학원에서 박사 학위를 취득했다.
프리보스트 신부는 주로 페루에서 선교사제직을 수행했다. 1985~1986년에는 페루 출루카나스에서 선교했으며, 1988년부터 1998년에는 페루 트루히요에서 교수직을 지내고 지역 사회 지도자로서 활약했다.
2001년부터 아우구스띠노 수도회 총원장(2기)에 올라 2013년까지 지냈다. 이후 2014년 주교에 서품되면서 페루 치클라요 교구에서 사목했고 2015년부터 2023년까지 페루 치클라요 교구장을 지냈다.
2023년에는 프란치스코 교황이 프리보스트주교를 교황청 주교부 장관에 지명하면서 전임 교황 선종 전까지 장관직을 수행했다. 교황청 장관직과 함께 라틴아메리카 교황청 위원회 위원장을 겸했다. 또한 부제급 추기경에 서임된지 얼마되지 않아 주교급 추기경에 서임되었다.

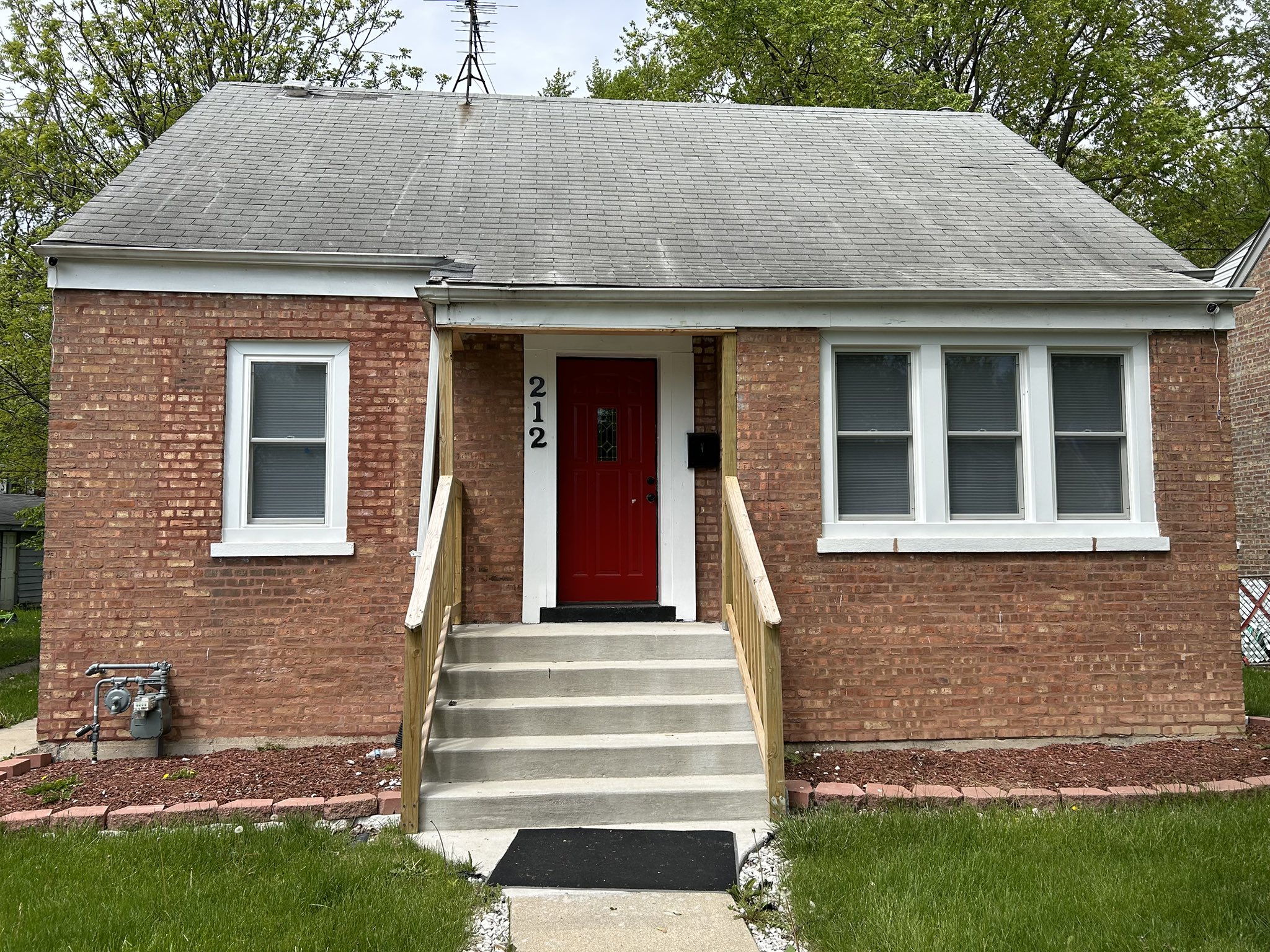
미국 일리노이주 돌턴에 위치한 레오 14세가 유년 시절을 보낸 주택

## 약력
- 1977년 9월: 아우구스띠노 수도회 입회
- 1981년 8월: 아우구스띠노 수도회 종신서원
- 1982년 6월 19일: 사제 서품
- 1984년~1987년: 로마유학
- 2001년 9월 14일~2013년 9월 4일: 아우구스띠노 수도회 총장
- 2013년~2014년: 시카고 성 아우구스띠노 수도원 제1참사 겸 부관구장
- 2014년 11월 3일~2015년 9월 25일: 치클라요교구 교구장 서리
- 2014년 12월 12일: 주교 서품 (수파르 명의 주교)
- 2015년 9월 26일~2023년 1월 30일: 치클라요교구 교구장
- 2023년 1월 30일~2025년 4월 21일: 교황청 주교부 장관
- 2023년 9월 30일: 추기경 서임
- 2025년 5월 8일~: 제267대 교황
- 2025년6월1일:최고 교황 선발식